# The Peacemaker (film 1912)
The Peacemaker è un cortometraggio muto del 1912 diretto da Francis Boggs.

## Produzione
Il film fu prodotto dalla Selig Polyscope Company.

## Distribuzione
Distribuito dalla General Film Company, il film - un cortometraggio di una bobina - uscì nelle sale cinematografiche statunitensi l'8 gennaio 1912.